# Jesús Malverde
Jesus Malverde, possivelmente nascido como Jesús Juárez Mazo (1870-1909) (pronúncia: [xeˈsus malˈβeɾ.ðe]), também conhecido como o "bom bandido", "anjo de pobres", ou o "narcossanto", é um herói folclórico, do estado mexicano de Sinaloa. Ele possuia ascendência Yoreme e espanhola. Ele é um "Robin Hood ", que se supõe ter roubado dos ricos para dar aos pobres.
Ele é celebrado como um santo popular por alguns, no México e Estados Unidos, especialmente entre aqueles envolvidos no tráfico de drogas.

## História
A existência de Malverde, conhecido como 'El-Rey de Sinaloa" não é historicamente verificada. De acordo com Patricia L. Price, ele disse ter nascido Jesús Juárez Mazo, crescendo sob o domínio do ditador mexicano Porfirio Díaz, cujo apoiador local Francisco Cañedo governou Sinaloa. Acredita-se que tenha se tornado um bandido após a morte de seus pais, que ele atribuiu à sua pobreza. Seu apelido Malverde (mau-verde) foi dado por suas vítimas ricas, derivando a partir de uma associação entre o verde e o infortúnio. De acordo com a mitologia da vida de Malverde, Cañedo desdenhosamente ofereceu Malverde um perdão se ele conseguisse roubar a espada do governador (ou, em algumas versões, de sua filha). O bandido conseguiu, mas isso só motivou Cañedo a caça-lo. Acredita-se ter morrido em Sinaloa, em 3 de Maio de 1909. Os relatos de sua morte variam. Em algumas versões ele foi traído e morto por um amigo. Em alguns, ele foi baleado ou enforcado pela polícia local. Diz-se que a seu corpo foi negado um enterro apropriado, sendo deixado para apodrecer ao ar livre como um exemplo.
Escritor Sam Quinones diz que não há nenhuma evidência de que o Malverde da lenda já viveu, e que a história provavelmente surgiu pela mistura de materiais da vida dos dois bandidos  documentados de Sinaloa, Heraclio Bernal (1855-1888) e Felipe Bachomo (1883-1916). Bernal era um ladrão do sul de Sinaloa, que mais tarde tornou-se um rebelde anti-governo. Cañedo ofereceu uma recompensa pela sua captura, e ele foi traído e morto por ex-colegas. Bachomo era um índio rebelde do norte de Sinaloa, que foi capturado e executado.

## Culto

Jesus Malverde cultura.

Desde a suposta morte de Malverde, ele ganhou uma  imagem semelhante a Robin Hood, tornando-se popular entre os moradores pobres da região alta de Sinaloa. Diz-se que seus ossos foram enterrados oficialmente pelo povo local, que ativaram pedras sobre eles, criando um pedregal. Atirar uma pedra para os ossos era, portanto, um sinal de respeito, e lhe dava o direito de fazer uma petição para o seu espírito. Seus primeiros supostos milagres envolviam o retorno de perda ou roubo de propriedade. o Seu santuário está em Culiacán, capital de Sinaloa. A cada ano, no aniversário de sua morte, uma grande festa é realizada no santuário de Malverde. O santuário original foi construído na década de 1970, em meio a muita controvérsia, e um novo templo foi construído nas proximidades da terra. O local original, que se tornou um parque de estacionamento, desde então tem sido revivido como um  santuário não-oficial, com um pedregal e ofertas.
A imagem do bandido o levou a ser adotado como o "santo padroeiro" do comércio ilegal de drogas da região, e a imprensa, assim, o apelidou de "narco-santo". no Entanto, a sua intercessão, também é procurada por aqueles com problemas de vários tipos, e um número de milagres foram localmente atribuídos a ele, incluindo curas de pessoas e bênçãos. Preço diz que "Narcotraficantes estrategicamente utilizaram a imagem de  "bandido generoso" de Malverde para girar suas próprias imagens como Robin Hoods do tipo, simplesmente, roubando dos ricos viciados gringos e dando alguns de seus bens de volta para suas cidades de origem de Sinaloa, na forma de escolas, estradas, celebrações comunitárias."
Artigos religiosos com o rosto de Jesus Malverde estão disponíveis nos Estados Unidos, bem como no México. Eles incluem velas, óleos de unção, incenso, saquinho de pó, cristais de banho, sabão e estampas litografadas adequadas para enquadramento.

## Na cultura
Uma série de três filmes de língua espanhola  foram lançados sob os títulos de Jesus Malverde, Jesus Malverde II: La Máfia de Sinaloa, e Jesus Malverde III: Infierno en Los Ángeles. Todos eles apresentam contos contemporâneos mexicanos de tráfico de drogas para a Califórnia, com fortes interlúdios musicais durante o qual os bandidos são mostrados em casa sendo animados por bandas do estilo musical norteño de Sinaloa cantando narcocorridos ao som de acordeão.
"Sempre e para Sempre" é uma peça de teatro que apresenta Malverde como um personagem proeminente. A peça aborda vários aspectos da cultura Mexicano-Americana, tais como quinceañeras, bandad de música, e estreou em abril de 2007, na Watts Aldeia Companhia de Teatro em Watts bairro de Los Angeles. Um revival de produção, inaugurado em Maio de 2009, na Casa 0101 Teatro em outro bairro de Los Angeles,  Boyle Heights.
Uma cervejaria em Guadalajara introduziu uma nova cerveja, chamada Malverde, no Norte do México ao mercado no final de 2007.
Um  busto de Malverde é destaque na série de televisão Breaking Bad, principalmente no episódio intitulado "Negro Y Azul". Um busto também é destaque em um episódio de" Longmire, "O Câncer", em uma temporada.
No romance de ficção científica de 2013, O Senhor do Ópio, o personagem principal, Matteo Alacran é muitas vezes comparado a Malverde. Vários santuários no país de Ópio carregam uma estátua de Malverde que foram criadas usando  El Patrón como modelo quando ele tinha cerca de 30 anos. Enquanto as semelhanças com o homem velho se foram muitas pessoas veem-nad em Mat.
Um artista popular mexicano de hip-hop se apresenta sob o pseudônimo de Jesus Malverde.
Várias cenas importantes da trama La reina del sur tomam lugar em sua capela em Culiacán e o nome de Malverde é mencionado várias vezes durante o show.
Na série Narcos México da Netflix, é mencionado no episódio "Chefe dos Chefes" em que o personagem Dom Neto conta a história de Jesus Malverde ao assassino do seu filho, além disso a imagem de Malverde aparece na abertura e em alguns episódios durante a série como santo.

## Ler mais
- Esquivel, Manuel; Jesus Malverde" (Jus Ed., México, 2008) ISBN 978-607-412-010-3
- Quinones, Sam, Verdadeiros Contos de Outra México: o Lynch Mob, o Picolé de Reis, Chalino e o Bronx (Univ. de New Mexico Press, 2001)
- Wald, Elias, Narcocorrido: Uma Viagem na Música de Drogas, Armas, e Guerrilheiros. ISBN 0-06-050510-9
- "Sem Deus, ou a Lei: Narcoculture e a crença em Jesus Malverde." James H. Creechan e Jorge de la Herran-Garcia. 2005. Estudos da religião e Teologia 24:53.
- Pacífico Notícias, "Jesus Malverde-Santo do México, Traficantes de Drogas Pode Ter Sido Bandido Pendurado em 1909"
- Portland Mercury, "Nosso bem-aventurado s. de Entorpecentes?"
- O "Washington Post", "Zonas de Tempo: Uma Hora aos Pés de um Mexicano Narco-Saint—Na Misteriosa do Crepúsculo, Frenético Homenagem A um Símbolo Potente"
- International Herald Tribune, "Mexicano Robin Hood figura ganhos de um tipo de notoriedade no exterior"
- Mexicano Robin Hood Figura Ganhos de um Tipo de Notoriedade nos EUA – New York Times